# 13 juli
13 juli är den 194:e dagen på året i den gregorianska kalendern (195:e under skottår). Det återstår 171 dagar av året.

## Återkommande bemärkelsedagar

### Nationaldagar
- Montenegros nationaldag (till minne av att Berlinkongressen erkände landets självständighet denna dag 1878 och att folkupproret mot Axelmakterna inleddes denna dag 1941)

## Namnsdagar

### I den svenska almanackan
- Nuvarande – Joel och Judit
- Föregående i bokstavsordning
  - Joar – Namnet infördes på dagens datum 1986, men flyttades 1993 till 31 januari, där det har funnits sedan dess.
  - Joel – Namnet infördes på dagens datum 1700 och har funnits där sedan dess.
  - Jorunn – Namnet infördes på dagens datum 1986, men utgick 1993.
  - Judit – Namnet fanns före 1901 på 10 december, men utgick detta år. 1986 återinfördes det på 2 september, men flyttades 1993 till dagens datum och har funnits där sedan dess.

- Föregående i kronologisk ordning
  - Före 1700 – ?
  - 1700–1900 – Joel
  - 1901–1985 – Joel
  - 1986–1992 – Joel, Joar och Jorunn
  - 1993–2000 – Joel och Judit
  - Från 2001 – Joel och Judit

- Källor
  - Brylla, Eva (red.): Namnlängdsboken, Norstedts ordbok, Stockholm, 2000. ISBN 91-7227-204-X
  - af Klintberg, Bengt: Namnen i almanackan, Norstedts ordbok, Stockholm, 2001. ISBN 91-7227-292-9

### Finlandssvenska almanackan
- Nuvarande från 1929[1] – Joel
- I föregående revideringar[a][2]
  - inga ändringar sedan 1929

## Händelser
- 1793 – Den franske revolutionären, jakobinledaren och journalisten Jean Paul Marat blir mördad i sitt badkar av Charlotte Corday. Hon fruktar nämligen att hans radikala idéer och förespråkande av skräckväldet ska störta Frankrike i inbördeskrig och att den nya franska republiken därmed är hotad. Hon blir emellertid infångad och dömd för mord, varpå hon fyra dagar senare (17 juli) avrättas med giljotin. Synen på mordet växlar sedan med tiden. I samtiden blir Marat en martyr, medan han i slutet av 1800-talet ses som ett monster och Corday som hjälte.
- 1836 - Patent Skruvpropeller, England, svenske John Ericsson, Patent A.D. 1836 No. 7149)[3]
- 1857 – Det svenska frimärket Gul tre skilling banco poststämplas i Kopparberg. Det är egentligen ett feltryck (tre-skillingsmärkena ska egentligen vara gröna), men används vid denna tid utan att någon noterar feltrycket. Framåt slutet av 1800-talet börjar det dock uppmärksammas av filatelister och säljas för allt högre summor, då detta verkar var det enda existerande exemplaret av feltrycket. Varje gång det har sålts har det, åtminstone sedan 1984, sålts för en högre summa än någonsin tidigare för ett frimärke och det är idag världens dyraste och mest berömda märke.
- 1858 – Carl Gustaf Qvarnströms bronsstaty av kemisten Jacob Berzelius avtäcks klockan tre på morgonen i den park i Stockholm, som efter Berzelius därefter får namnet Berzelii park (påbörjad 1852). Anledningen till att avteckningen sker så tidigt på morgonen är att man från officiellt håll vill undvika tillströmmande människomassor, eftersom man är rädd att de ska trampa ner den späda nyplanterade växtligheten i parken.
- 1870 – Den preussiske kungen Fredrik Vilhelm III skickar den så kallade Emsdepeschen (eller Emstelegrammet) till kanslern Otto von Bismarck och underrättar honom om sina förhandlingar med den franske ambassadören Vincent Benedetti i staden Bad Ems. Bismarck låter samma kväll publicera depeschen i flera tyska tidningar, men något omskriven, så att han får det att framstå som att kungen kraftigt har avvisat ambassadörens krav. Nyheten om detta väcker starkt harm i Frankrike och leder till att den franske kejsaren Napoleon III en vecka senare (19 juli) förklarar krig mot Preussen. Bismarck har alltså fått det fransk-tyska kriget (1870–1871) att utbryta genom fransk krigsförklaring vid en tidpunkt då Frankrike är både militärt och politiskt oförberett för krig.
- 1912 – Under årets sommar-OS i Stockholm tar 17-åriga Greta Johansson guld i höga (raka) hopp i simhopp (10 meter). Hon blir därmed Sveriges första kvinnliga OS-medaljör, men trots sina unga år avslutar hon sin idrottskarriär redan året därpå, eftersom hon då försörjer sig som lärare i simhopp och därmed förlorar sin amatörstatus. Samma år emigrerar hon till USA, där hon gifter sig med den svenske simhopparen och -tränaren Ernst Brandsten och tillsammans med honom fortsätter utveckla den amerikanska simhoppssporten.
- 1923 – Hollywoodskylten i Hollywood i Los Angeles invigs, som reklam för ett bostadsområde. Vid invigningen lyder texten Hollywoodland och de femton meter höga och nio meter breda bokstäverna är upplysta med glödlampor. Från början är det tänkt att den ska hålla högst ett år och under 1920-, 30- och 40-talen förfaller skylten. 1949 är skylten förknippad med den amerikanska filmindustrin i Hollywood och Hollywoods handelskammare tar över underhållet och ser till att den hålls upprustad (i samband med övertagandet tar man bort bokstäverna land, så att texten enbart lyder Hollywood). Idag är skylten ett av Los Angeles mer välkända landmärken.
- 1930 – Det första världsmästerskapet i fotboll inleds, för att pågå i två och en halv vecka (fram till 30 juli). Värdnationen är Uruguay, som har utvalts dels för att landet då är olympiska mästare i fotboll, dels för att det detta år firar 100 år som självständig nation. Det blir också Uruguay, som står som segrare i hela tävlingen, då de i finalen besegrar Argentina med 4–2. Totalt 13 lag deltar i tävlingen, varav endast de fyra europeiska kommer från någon annan kontinent än Nord- eller Sydamerika. Spelens målkung blir argentinaren Guillermo Stábile, som gör totalt åtta mål.
- 1936 – Den spanske politikern José Calvo Sotelo blir mördad av en kommandostyrka, bland annat bestående av ett flertal socialister. Då mordet sker dagen efter hårda konfrontationer i det spanska parlamentet mellan Spanska socialistiska arbetarpartiet och Spaniens kommunistiska parti börjar det snart cirkulera rykten om att regeringen har beställt mordet. Detta blir en av de utlösande faktorerna till det spanska inbördeskriget, som utbryter fyra dagar senare (17 juli) och som har planerats sedan i februari, då vänstersidan har vunnit en jordskredsseger i parlamentsvalet.
- 1954 – Klockan 18.59 startas Sveriges första kärnreaktor R1 på Kungliga Tekniska högskolans område på Valhallavägen i Stockholm, då massan i den blir kritisk. Reaktorn, som är tänkt att användas för experiment, är konstruerad och byggd (påbörjad 1950) av AB Atomenergi och förblir i drift fram till 1970, då man stänger av driften. Forskningen och experimenten vid denna reaktor banar sedan vägen för ytterligare reaktorer i Studsvik och Ågesta och för den svenska kärnkraftsutvecklingen.
- 1955 – Nattklubbsvärdinnan Ruth Ellis avrättas genom hängning för mordet på sin älskare David Blakely den 10 april samma år. Fallet har varit enkelt att avgöra, då hon har skjutit Blakely med fem skott (då hon felaktigt har misstänkt, att han hade ett förhållande med en annan kvinna) och på mordplatsen erkänt sig skyldig. Vid rättegången har hon också utan tvekan erkänt att avsikten med skotten var att döda honom. Detta blir sista gången en kvinna avrättas i Storbritannien och bödel är Albert Pierrepoint, som är mest känd för att ha avrättat de tyska krigsförbrytarna från Belsenrättegången 1945. Även om de sista avrättningarna i landet äger rum 1963 dröjer det till 1973, innan dödsstraffet för mord helt är avskaffat (på Nordirland) och till 1998, innan det helt och hållet är avskaffat i hela Förenade Kungariket.
- 1977 – Somaliska trupper inleder en invasion av den östetiopiska provinsen Ogaden, vilket inleder Ogadenkriget mellan Somalia och Etiopien. Kriget pågår till mitten av mars året därpå, då Somalia tvingas dra sig tillbaka efter sovjetiskt och kubanskt ingripande i kriget. På grund av detta bryter det kommunistiska Somalia alla kontakter med Sovjet och hela Andra världen utom Kina.
- 1985 – Musikerna Bob Geldof och Midge Ure låter arrangera två välgörenhetskonserter i den brittiska huvudstaden London och i den amerikanska staden Philadelphia. Konserterna hålls samtidigt och går under namnet Live Aid, eftersom syftet är att samla in pengar till hjälp för de som har drabbats av de senaste årens hungersnöd i Etiopien. Därmed har de också lyckats få de artister och grupper, som deltar i galorna, att ställa upp gratis och medan totalt 162 000 personer ser dem på plats (72 000 i London och 90 000 i Philadelphia) sänds de även via satellit och ses av över 400 miljoner människor i 60 länder världen över. Totalt samlar man in 1,5 miljarder kronor i donationer.

## Födda
- 100 f.Kr. – Julius Caesar, romersk fältherre och statsman
- 40 – Gnaeus Julius Agricola, romersk politiker och fältherre
- 1550 – Erik Larsson Sparre, svenskt riksråd, Sveriges rikskansler
- 1590 – Clemens X, född Emilio Bonaventura Altieri, påve
- 1608 – Ferdinand III, kung av Ungern och av Böhmen samt tysk-romersk kejsare
- 1626 – Johannes Baazius den yngre, svensk kyrkoman, biskop i Växjö stift 1667–1673 och i Skara stift 1673–1677 samt biskop i Uppsala ärkestift från 1677
- 1787 – Pellegrino Rossi, italiensk politiker
- 1798 – Alexandra Feodorovna, rysk kejsarinna 1825-1855 (gift med Nikolaj I)
- 1816 – Gustav Freytag, tysk filolog och författare
- 1841 – Otto Wagner, österrikisk arkitekt och möbelformgivare
- 1859 – Sidney Webb, brittisk socialistisk reformator
- 1877 – Erik Scavenius, dansk politiker, Danmarks statsminister från 1942 och formellt till 1945, men i praktiken till 1943
- 1883 – Erik Rosén, svensk skådespelare och textförfattare
- 1889 – Louise Mountbatten, Sveriges drottning 1950-1965
- 1894 – Isaak Babel, sovjetisk journalist, dramatiker och novellförfattare
- 1898 – Julius Schreck, tysk nazist och SS-Oberführer, Reichsführer-SS 1925–1926
- 1900 – Teresa de Los Andes, chilensk karmelitnunna och helgon
- 1909
  - Einar Andersson, svensk operasångare
  - Birger Åsander, svensk skådespelare
- 1915 – Birgit Tengroth, svensk skådespelare och författare
- 1916 – Olle Strandberg (konstnär), svensk målare och tecknare
- 1919
  - William F. Quinn, amerikansk republikansk politiker, guvernör i Hawaii 1959–1962
  - Hans Theselius, svensk musiker
- 1921
  - Anne-Margrethe Björlin, svensk skådespelare
  - Git Gay, svensk skådespelare, sångare och revyartist
- 1922 – Anker Jørgensen, dansk socialdemokratisk politiker, Danmarks statsminister 1972–1973 och 1975–1982
- 1923 – Poul Ströyer, svensk konstnär, tecknare och illustratör
- 1926
  - Arne Ragneborn, svensk skådespelare, regissör och manusförfattare
  - Bengt-Arne Wallin, svensk kompositör, musikarrangör, musiker och flygtekniker
- 1927 – Simone Veil, fransk jurist och politiker
- 1933 – Piero Manzoni, italiensk konstnär
- 1934 – Wole Soyinka, nigeriansk dramatiker, essäist, poet och romanförfattare, mottagare av Nobelpriset i litteratur 1986
- 1935 – Jack Kemp, amerikansk utövare av amerikansk fotboll och politiker
- 1936
  - Niels Dybeck, svensk skådespelare
  - Nils Lundgren, svensk nationalekonom och politiker
  - Kjell Lönnå, svensk körledare, musiker och programledare
- 1938 – Carl Johan De Geer, svensk konstnär, författare, filmskapare, musiker, designer, kulturjournalist, fotograf, skådespelare och scenograf
- 1940 – Patrick Stewart, brittisk skådespelare
- 1941 – Robert Forster, amerikansk skådespelare
- 1942
  - Harrison Ford, amerikansk skådespelare
  - Roger McGuinn, amerikansk musiker och sångare, medlem i gruppen The Byrds
- 1946 – Cheech Marin, amerikansk skådespelare, ena halvan av komikerduon Cheech och Chong
- 1949 – Katarina Strandmark, svensk skådespelare
- 1951 – Rob Bishop, amerikansk republikansk politiker
- 1957 – Thierry Boutsen, belgisk racerförare
- 1961 – Anders Järryd, svensk tennisspelare
- 1962 – Tom Kenny, amerikansk skådespelare
- 1964 – Hans Rosenfeldt, svensk manusförfattare, skådespelare och programledare
- 1967 – Pat Rapp, amerikansk basebollspelare
- 1969 – Benny Benassi, italiensk DJ, artist och remixare
- 1971 – Tomas Haake, svensk trumslagare, medlem i metalgruppen Meshuggah
- 1975 – Andreas Lilja, svensk ishockeyspelare
- 1977 – Ashley Scott, amerikansk skådespelare
- 1980 – Sara Lövestam, svensk författare
- 1983 – Liu Xiang, kinesisk friidrottare, OS-guld 2004
- 1988 – Raúl Spank, tysk friidrottare
- 1989 – Sayumi Michishige, japansk sångare
- 1990 – Eduardo Salvio, argentinsk fotbollsspelare
- 1991 – Natalie Minnevik, svensk skådespelare
- 2000 – Marc Guéhi, engelsk-ivoriansk fotbollsspelare
- 2007 – Lamine Yamal, spansk fotbollsspelare

## Avlidna
- 574 – Johannes III, påve
- 939 – Leo VII, påve
- 1122 – Sybilla av Normandie, Skottlands drottning
- 1298 – Jacobus de Voragine, italiensk saligförklarad ärkebiskop och krönikör
- 1380 – Bertrand du Guesclin, bretagnisk riddare och fransk general
- 1644 – Peder Gustafsson Banér, 56, svenskt riksråd
- 1753 – Sten Carl Bielke, 44, svensk friherre, ämbetsman, vetenskapsman och riksdagsman
- 1789 – Victor Riqueti de Mirabeau, 73, fransk markis och ekonom
- 1793 – Jean Paul Marat, 50, fransk tidningsman och revolutionspolitiker
- 1870 – Clelia Barbieri, 23, italiensk jungfru, ordensgrundare och helgon
- 1874 – Johan August Gripenstedt, 60, svensk friherre, godsägare och politiker, Sveriges finansminister
- 1890 – John C. Frémont, 77, amerikansk militär, upptäcktsresande och politiker, senator för Kalifornien
- 1894 – Juventino Rosas, 26, mexikansk-kubansk kompositör
- 1910 – Fredrik August Boltzius, 74, svensk särling och helbrägdagörelsepredikant
- 1921 – Gabriel Lippmann, 75, luxemburgsk fysiker, mottagare av Nobelpriset i fysik 1908
- 1927 – Otto Blehr, 80, norsk politiker, Norges statsminister
- 1931 – Tor Hedberg, 69, svensk författare och dramatiker, chef för Dramaten, ledamot av Svenska Akademien
- 1935 – Samuel H. Elrod, 79, amerikansk republikansk politiker, guvernör i South Dakota
- 1936 – José Calvo Sotelo, 43, spansk politiker
- 1937 – Victor Laloux, 86, fransk arkitekt
- 1943
  - Alexander Schmorell, 25, tysk student och soldat, medlem av motståndsgruppen Vita rosen
  - Kurt Huber, 49, tysk professor, medlem av motståndsgruppen Vita rosen
- 1946 – Alfred Stieglitz, 82, amerikansk fotograf
- 1951 – Arnold Schönberg, 76, österrikisk-amerikansk kompositör
- 1954
  - Bennett Champ Clark, 64, amerikansk demokratisk politiker, jurist och militär, senator för Missouri
  - Frida Kahlo, 47, mexikansk målare
- 1957 – Anna Norrie, 97, svensk skådespelare och operettsångare
- 1967 – Tom Simpson, 29, brittisk cyklist
- 1970 – Roger Edens, 64, amerikansk kompositör, filmproducent, manusförfattare och skådespelare
- 1973 – Nils Liljeqvist, 70, svensk manusförfattare
- 1974
  - Christian Elling, 72, dansk professor och konsthistoriker
  - Patrick M.S. Blackett, 76, brittisk experimentalfysiker, mottagare av Nobelpriset i fysik 1948
- 1976 – Joachim Peiper, 61, tysk SS-officer och krigsförbrytare
- 1977 – Carl Gustaf von Rosen, 67, svensk flygpionjär
- 1980 – Seretse Khama, 59, botswansk politiker, Botswanas president
- 1981 – Karl Kinch, 88, svensk skådespelare, teaterledare, regissör och operettsångare
- 1997 – Aleksandra Danilova, 93, rysk ballerina
- 2001 – Åse-Marie Nesse, 67, norsk lyriker och översättare
- 2002 – Yousuf Karsh, 93, armenisk-kanadensisk fotograf
- 2006 – Red Buttons, 87, amerikansk skådespelare och komiker
- 2008 – Bronisław Geremek, 76, polsk historiker och politiker
- 2009
  - Harry Källström, 70, svensk rallyförare
  - Dash Snow, 27, amerikansk konstnär
- 2011
  - Jerry Ragovoy, 80, amerikansk låtskrivare och musikproducent
  - Heinz Reincke, 86, tysk skådespelare
- 2012
  - Sage Stallone, 36, amerikansk skådespelare
  - Richard D. Zanuck, 77, amerikansk filmproducent
- 2013 – Cory Monteith, 31, kanadensisk skådespelare
- 2014
  - Nadine Gordimer, 90, sydafrikansk författare, mottagare av Nobelpriset i litteratur 1991
  - Lorin Maazel, 84, amerikansk dirigent och kompositör
- 2017 – Liu Xiaobo, 61, kinesisk litteraturvetare, mottagare av Nobels fredspris 2010
- 2018
  - Thorvald Stoltenberg, 87, norsk diplomat och politiker
  - Stan Dragoti, 85, amerikansk filmproducent
- 2021 – Shirley Fry, 94, amerikansk tennisspelare
- 2024 – James B. Sikking, 90, amerikansk skådespelare